# Annoying Orange: Kitchen Carnage
Annoying Orange: Kitchen Carnage egy videójáték a népszerű vígjáték websorozat a The Annoying Orange alapján. A játékot iPod Touch-ra és  iPhone-ra 2011. április 7-én, iPad-ra pedig 2011. május 6-án adták ki az iTunes-on.

## Játékmenet
A játék célja, hogy minél több gyümölcsöt dobjon a konyhában lévő turmixgépekbe mielőtt lejár az idő. A kezdéshez almát és banánt kapunk, a 2. szint elérésekor paradicsomot, 3. szint elérésekor sárgadinnyét, 4. szint elérésekor ananászt és az 5. szint elérésekor epret kap a játékos. A szint növekedésével a turmixgépek száma is növekszik így több helyre is be lehet dobni a gyümölcsöket. 
Különböző bónuszpontokat is lehet szerezni, ha a gyümölcsöt a vágódeszkára dobjuk és ott a kés félbevágja őket és extra pontokat a gyömólcsök szekrénybe való dobásáért.

## Fogadtatás
A játékot jól fogadták a kritikusok. Phillip Levin az Aps148 weboldalon keresztül tekintette meg a játék iPhone verzióját 2011. április 29-én és három csillag adott rá. Azt mondta, hogy "nem rossz játék, de nincs benne olyan amit megszeretnél benn. Kivéve persze, ha te nagy rajongója vagy az a Annoying Orange karakternek, de mi nem vagyunk azok, sajnálom". Jonathan H. Liu kijelentette, hogy több munka van benne, mint a "Paper Toss" (a játék lényege, hogy papírgalacsint kell egy szemetesvödörbe dobnunk) nevű játékban. A kritikus négycsillagosra minősítette a játékot.

## Külső hivatkozások
- A játék a bottlerocketapps.com-no